# 11e étape du Tour de France 1935
Pour un article plus général, voir Tour de France 1935.
La 11e étape du Tour de France 1935 s'est déroulée le mardi 16 juillet.
Les coureurs relient Nice à Cannes dans le département des Alpes-Maritimes, au terme d'un parcours de 126 kilomètres.
Le Belge Romain Maes gagne l'étape et consolide sa place en tête du classement général.

## Parcours
Les coureurs s'élancent de Nice puis rejoignent  Contes avant de gravir les cols de Nice puis de Braus.
La longue descente du col de Braus mène les coureurs vers Sospel où l'ascension du col de Castillon débute. Après la descente de Castillon et le franchissement du Careï, les coureurs rejoignent Menton puis Monte-Carlo avant de gravir le col d'Èze par La Turbie.
Les coureurs redescendent alors à Nice avant de rejoindre Cannes, où est jugée l'arrivée sur les allées de la Liberté, en passant par Plan-du-Var, Cagnes et Antibes.

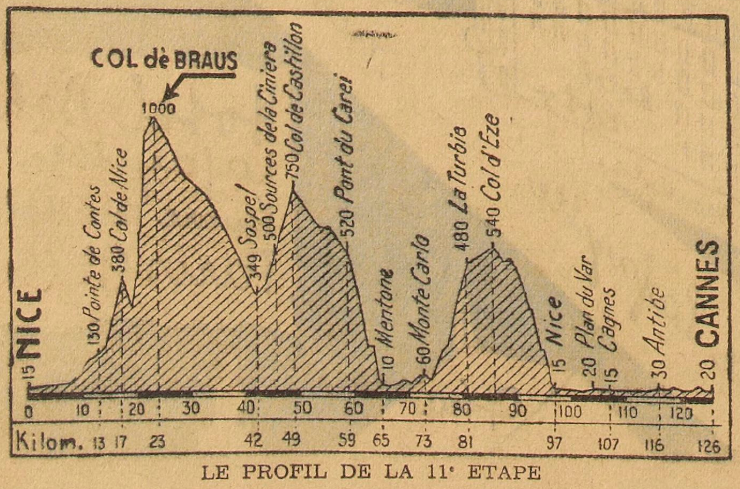
Le profil de la 11e étape publié dans le journal L'Auto du 15 juillet 1935.

## Déroulement de la course

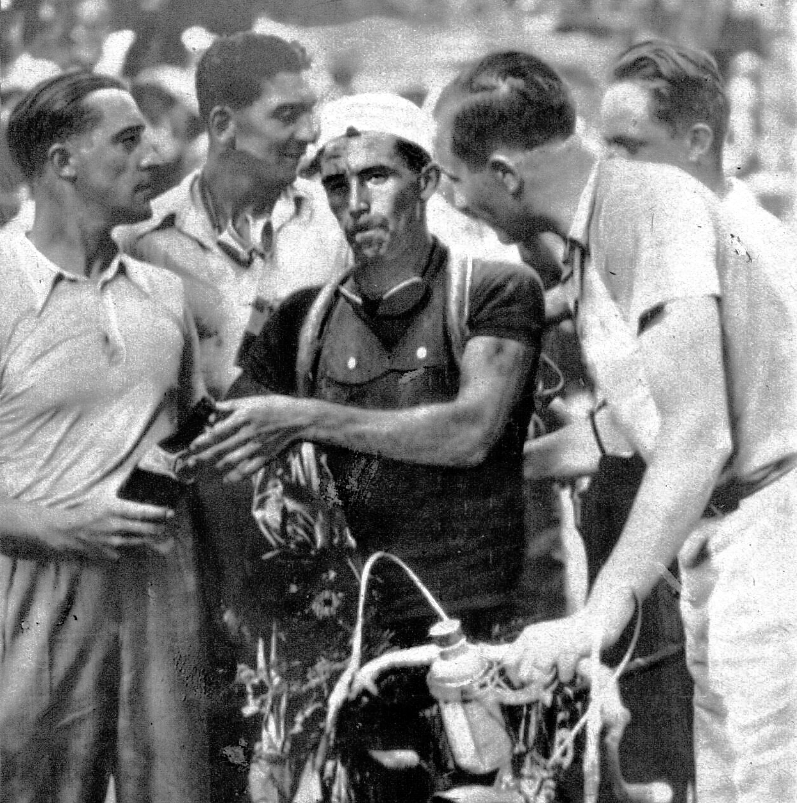
Tour de France 1935. 11e étape. Miroir des sports. Nice-Cannes. Victoire R.Maes

Dans le col de Nice, plusieurs coureurs se détachent du peloton, dont trois coureur italiens, Camusso, Morelli et Teani, accompagné du Français Ruozzi et du Belge porteur du maillot jaune Romain Maes.
Dans le col de Braus, Romain Maes est toujours dans le groupe de tête, accompagné de Ruozzi, Camusso, Giannello et Garnier.
En arrivant à Menton, Romain Maes, Teani et Camusso sont en tête. Sylvère Maes les rejoint après Castillon.
Dans les 30 km de plat restant pour rejoindre Cannes, Ruozzi crève et Romain Maes s'échappe en compagnie de Sylvère Maes.
C'est Romain Maes qui l'emporte à l'arrivée sur Sylvère Maes, au cours d'un sprint peu disputé.

### Cols et côtes
| Col de Nice (km 17) | Col de Nice (km 17) | Col de Nice (km 17) | Col de Nice (km 17) | Col de Nice (km 17) |
| ------------------- | ------------------- | ------------------- | ------------------- | ------------------- |
|                     | Coureur             | Pays                | Équipe              | Point(s)            |
| modifier            |                     |                     |                     |                     |

| Col de Braus (km 23) | Col de Braus (km 23) | Col de Braus (km 23) | Col de Braus (km 23) | Col de Braus (km 23) |
| -------------------- | -------------------- | -------------------- | -------------------- | -------------------- |
|                      | Coureur              | Pays                 | Équipe               | Point(s)             |
| 1er                  | Gabriel Ruozzi       | France               | touristes-routiers   |                      |
| modifier             |                      |                      |                      |                      |

| Col de Castillon (km 49) | Col de Castillon (km 49) | Col de Castillon (km 49) | Col de Castillon (km 49) | Col de Castillon (km 49) |
| ------------------------ | ------------------------ | ------------------------ | ------------------------ | ------------------------ |
|                          | Coureur                  | Pays                     | Équipe                   | Point(s)                 |
| 1er                      | Francesco Camusso        | Italie                   | Italie                   |                          |
| modifier                 |                          |                          |                          |                          |

| Col d'Èze (km 85) | Col d'Èze (km 85) | Col d'Èze (km 85) | Col d'Èze (km 85) | Col d'Èze (km 85) |
| ----------------- | ----------------- | ----------------- | ----------------- | ----------------- |
|                   | Coureur           | Pays              | Équipe            | Point(s)          |
| modifier          |                   |                   |                   |                   |

## Classements

### Prix du meilleur grimpeur
Le classement à l'issue de l'étape est le suivant :
| Classement de la montagne | Classement de la montagne | Classement de la montagne | Classement de la montagne | Classement de la montagne |
| Coureur                   | Coureur                   | Pays                      | Équipe                    | Points                    |
| ------------------------- | ------------------------- | ------------------------- | ------------------------- | ------------------------- |
| 1er                       | Félicien Vervaecke        | Belgique                  | Alcyon-Dunlop             | 56 pts                    |
| 2e                        | Francesco Camusso         | Italie                    | Legnano-Wolsit            | 47 pts                    |
| 3e                        | Gabriel Ruozzi            | France                    |                           | 43 pts                    |
| 4e                        | Sylvère Maes              | Belgique                  |                           | 30 pts                    |
| 5e                        | Benoît Faure              | France                    |                           | 28 pts                    |

### Classement de l'étape
| \| Classement de l'étape \| Classement de l'étape \| Classement de l'étape \| Classement de l'étape \| Classement de l'étape \| \| Coureur \| Coureur \| Pays \| Équipe \| Temps \| \| --------------------- \| --------------------- \| --------------------- \| --------------------- \| --------------------- \| \| 1er \| Romain Maes \| Belgique \| Alcyon-Dunlop \| \| \| 2e \| Sylvère Maes \| Belgique \| \| \| \| 3e \| Francesco Camusso \| Italie \| Legnano-Wolsit \| \| \| 4e \| Orlando Teani \| Italie \| \| \| \| 5e \| Ambrogio Morelli \| Italie \| \| \| \| 6e \| Roger Lapébie \| France \| \| \| \| 7e \| Gabriel Ruozzi \| France \| \| \| \| 8e \| Georges Speicher \| France \| \| \| \| 9e \| Maurice Archambaud \| France \| \| \| \| 10e \| Léo Amberg \| Suisse \| \| \| |                    |          |                |       |
| |                    |          |                |       |
| |                    |          |                |       |
| Classement de l'étape |                    |          |                |       |
| Coureur | Coureur            | Pays     | Équipe         | Temps |
| 1er | Romain Maes        | Belgique | Alcyon-Dunlop  |       |
| 2e | Sylvère Maes       | Belgique |                |       |
| 3e | Francesco Camusso  | Italie   | Legnano-Wolsit |       |
| 4e | Orlando Teani      | Italie   |                |       |
| 5e | Ambrogio Morelli   | Italie   |                |       |
| 6e | Roger Lapébie      | France   |                |       |
| 7e | Gabriel Ruozzi     | France   |                |       |
| 8e | Georges Speicher   | France   |                |       |
| 9e | Maurice Archambaud | France   |                |       |
| 10e | Léo Amberg         | Suisse   |                |       |

### Classement général à l'issue de l'étape
| \| Classement général \| Classement général \| Classement général \| Classement général \| Classement général \| \| Coureur \| Coureur \| Pays \| Équipe \| Temps \| \| ------------------ \| ------------------ \| ------------------ \| ------------------ \| ------------------ \| \| 1er \| Romain Maes \| Belgique \| Alcyon-Dunlop \| \| \| 2e \| Francesco Camusso \| Italie \| Legnano-Wolsit \| \| \| 3e \| Georges Speicher \| France \| \| \| \| 4e \| Ambrogio Morelli \| Italie \| \| \| \| 5e \| Félicien Vervaecke \| Belgique \| Alcyon-Dunlop \| \| \| 6e \| Sylvère Maes \| Belgique \| \| \| \| 7e \| Jules Lowie \| Belgique \| \| \| \| 8e \| René Vietto \| France \| Helyett-Hutchinson \| \| \| 9e \| Gabriel Ruozzi \| France \| \| \| \| 10e \| Maurice Archambaud \| France \| \| \| |                    |          |                    |       |
| |                    |          |                    |       |
| |                    |          |                    |       |
| Classement général |                    |          |                    |       |
| Coureur | Coureur            | Pays     | Équipe             | Temps |
| 1er | Romain Maes        | Belgique | Alcyon-Dunlop      |       |
| 2e | Francesco Camusso  | Italie   | Legnano-Wolsit     |       |
| 3e | Georges Speicher   | France   |                    |       |
| 4e | Ambrogio Morelli   | Italie   |                    |       |
| 5e | Félicien Vervaecke | Belgique | Alcyon-Dunlop      |       |
| 6e | Sylvère Maes       | Belgique |                    |       |
| 7e | Jules Lowie        | Belgique |                    |       |
| 8e | René Vietto        | France   | Helyett-Hutchinson |       |
| 9e | Gabriel Ruozzi     | France   |                    |       |
| 10e | Maurice Archambaud | France   |                    |       |